# Kronprinz Rudolf-Bahn
La Kaiserlich-königliche privilegierte Kronprinz Rudolf-Bahn Gesellschaft (KRB), ovverosia "Imperial Regia società privilegiata della ferrovia del Principe ereditario Rodolfo" era un'impresa ferroviaria austriaca fondata nel 1866, con sede a Vienna, che ha realizzato linne e collegamenti ferroviari in Bassa e Alta Austria, Carinzia, Stiria e Carniola. Oggi, parte della rete è situata in Slovenia e in Italia.
La compagnia ferroviaria portava il nome del principe ereditario d'Austria e Ungheria Rodolfo d'Asburgo-Lorena.

## Storia
Nel corso degli anni cinquanta del XIX secolo, il governo imperiale austriaco si era mostrato propenso a dotare le regioni dell'Alta Austria, della Stiria e della Carinzia di un collegamento ferroviario che migliorasse i collegamenti fra Vienna e Venezia, a quel tempo capitale del regno Lombardo-Veneto, e tra Praga e Trieste.
L'11 dicembre 1864 si costituì a Klagenfurt il comitato promotore di una linea ferroviaria che avrebbe dovuto unire l'area del Danubio a quella dell'Adriatico, passando per il centro carinziano. Il comitato era retto da Jakob Kompass, viceborgomastro di Steyr, che negli anni precedenti si era mosso a favore di una linea ferroviaria che collegasse Wels, sulla Westbahn, a Bruck an der Mur, sulla Meridionale.
Nell'estate del 1865, il comitato presentò domanda per l'ottenimento del Privilegio il quale fu ottenuto l'11 novembre dell'anno successivo. La concessione, di durata novantennale, prevedeva la costruzione di una lunga linea ferroviaria che avrebbe collegato Sankt Valentin a Villaco passando per Steyr, Rottenmann, Sankt Michael in Obersteiermark, Judenburg e Sankt Veit an der Glan. Si prevedeva inoltre di costruire alcune linee ferroviarie secondarie che si sarebbero allacciate a quella principale: la Amstetten – Kleinreifling, la Mösel – Launsdorf e la Sankt Veit an der Glan – Klagenfurt. L'impresa fu dedicata al Principe ereditario Rodolfo d'Asburgo-Lorena, da cui il nome di Rudolfiana con la quale si denominano sia la linea principale sia tutte le altre linee costruite negli anni successivi dalla società che si prese in carico l'opera.
Grazie al sostegno del capitale della Anglo-österreichischen Bank, il 20 luglio 1867 fu costituita la Kaiserlich-königliche privilegierte Kronprinz Rudolf-Bahn Gesellschaft (KRB), ovverosia Imperial Regia società privilegiata della ferrovia del Principe ereditario Rodolfo che rilevò la concessione della linea e diede inizio ai lavori.
Il 15 agosto 1868 fu aperto all'esercizio il primo tronco della strada ferrata, tra Sankt Valentin e Steyr, a cui fece seguito l'apertura della sezione Sankt Michael – Villaco, avvenuta il 19 ottobre.
Nel 1869 si aprirono in successione i tronchi Steyr – Kastenreith e Rottenmann – Sankt Michael, mentre per quanto riguarda le linee secondarie si avviarono all'esercizio la linea per Klagenfurt e quella per Mösel. Nel medesimo anno, la KRB ottenne la concessione della Tarvisio – Lubiana che fu completata l'anno successivo.
Nel 1871, la società concessionaria ottenne il Privilegio di prolungare la linea fino a Tarvisio innestandosi su quella per Lubiana così da completare un percorso ferroviario fra Praga e Trieste che utilizzasse per la maggior parte linee della KRB. Nel 1872 fu aperta la linea secondaria fra Amstetten e Kleinreifling e fu aperto il tronco Kastenreith – Rottenmann; l'anno seguente fu la volta del tratto tra Villaco e Tarvisio: la linea era quindi completata.
Le rotte per Gmünd e Trieste non furono però realizzate e i traffico da Praga verso il sud instradato sulla linea ferroviaria Sankt Valentin-České Budějovice della ferrovia imperatrice Elisabetta e il collegamento con Trieste via Lubiana anche attraverso la rete della Südbahn. L'itinerario per le Reichsgrenze verso Udine venne realizzato dallo stato austriaco con la Pontebbana, aperta nel 1879 e la società rilevò l'operazione per conto dello stato.
Il 27 maggio 1875 la società ottenne la concessione per la Salzkammergutbahn, con la quale la otteneva il collegamento con la rete bavarese a Passavia; la linea venne aperta nel 1877.
Dopo i primi anni d'attività, la società ebbe dei problemi finanziari dovuti principalmente a due motivi: Una delle premesse che avevano portato alla richiesta di concessione, poneva come condizione che la ferrovia stessa avrebbe aiutato la crescita delle industrie metallurgiche austriache nelle zone attraversate, ma nella realtà, queste erano di dimensioni tali da non poter garantire quel volume di traffico che era stato preventivato; in secondo luogo, le aree industriali boeme continuavano a preferire il porto di Amburgo a quello di Trieste facendo venire a mancare un'altra possibile fonte di reddito.
Nel 1880, le linee della KRB, tra cui la Rudolfiana e succedanee, furono esercite dallo Stato austriaco per conto della società concessionaria. L'11 dicembre 1883, il governo stipulò un accordo con il principe ereditario Rudolf-Bahn per assumere la gestione degli affari e l'acquisizione della ferrovia da parte dello stato. Nel 1884 vi fu il riscatto completo e il passaggio alle ferrovie imperial-regie (KkStB), che fu approvato dalla legge dell'8 aprile 1884, con effetto retroattivo al 1º gennaio 1884 per il resto del periodo di concessione esercitato dallo stato.
Il 13 dicembre 1887, la compagnia entrò in liquidazione. Dopo lo scambio di quote sociali nei titoli di stato ferroviari, la nazionalizzazione fu completata alla fine del 1889.
La nuova società procedette ad ammodernare la rete, ad esempio sostituendo i ponti in legno con quelli in metallo, adottando una colorazione verde che divenne negli anni elemento distintivo della compagnia.

## Locomotive della KRB[1]
| Serie              | Numeri       | Quantità | Costruzione | Num. successiva   | Vmax | Rodiggio | Radiazione | Immagine |
| ------------------ | ------------ | -------- | ----------- | ----------------- | ---- | -------- | ---------- | -------- |
| I (31–55)          | 31–47 49–55  | 11       | 1870 1873   | kkStB 10 kkStB 22 | 55   | 1-2-0    | 1918       |          |
| I (57–71)          | 57–71        | 8        | 1877        | kkStB 1           | 80   | 2-2-0    | 1932       |          |
| II                 | 1–29         | 15       | 1868–1869   | kkStB 29          | 55   | 0-3-0    | 1923       |          |
| III (2–74, 98–108) | 2–74, 98–108 | 43       | 1868–1873   | kkStB 34          | 45   | 0-3-0    | 1932       |          |
| III (76–90)        | 76–90        | 8        | 1872        | kkStB 62          | 45   | 0-3-0    | 1930       |          |
| III (110–128)      | 110–128      | 10       | 1874        | kkStB 63          | 45   | 0-3-0    | 1930       |          |
| IV (92–96)         | 92–96        | 3        | 1873        | kkStB 51          | 45   | 0-3-0    | 1925       |          |
| IV (130–142)       | 130–142      | 7        | 1873, 1877  | kkStB 51          | 45   | 0-3-0    | 1925       |          |
| HARTIG             | ?            | 1        | 1871        | kkStB 85          | ?    | 0-2-0    | 1902       |          |